# 사라왁 라자
사라왁 라자(Rajah of Sarawak)는 1841년에서 1946년까지 사라왁 왕국을 통치한 영국계 라자들이다. 브룩 가문이 이 작위를 독점하였으며, 동남아시아에 존재했던 유일한 유럽계 왕조였으므로, 때때로 백인 라자(말레이어: Rajah Putih)로 불리기도 한다.
설립자는 제임스 브룩 경이다.

## 사라왁 라자
- 제임스 브룩 (1841년~1868년)
- 찰스 앤서니 존슨 브룩 (1868년~1917년)
- 찰스 바이너 브룩 (1917년~1946년)

## 같이 보기
- 사라왁 왕국